# 대청로 (보령 청양)
대청로(Daecheong-ro, 大靑路)는 충청남도 보령시 명천동 수청사거리와 청양군 대치면 탄정리 탄정 교차로까지 잇는 충청남도의 도로이다. 거의 전구간 국도 제36호선에 속한다. 대천에서 청양까지 이어지는 도로라는 의미에서 대청로라 이름 붙었다.

## 연혁
- 1992년 1월 17일 : 보령군 청라면 의평리 340m 구간 개통[1]
- 1999년 1월 8일 : 청양군 화성면 장계리 ~ 구재리 2.56km 구간 신설 개통, 기존 2.8km 구간 폐지[2]
- 1999년 12월 9일 : 청양군 화성면 매산리 ~ 신정리 1.371km 구간 신설 개통, 기존 1.4km 구간 폐지[3]
- 2000년 12월 30일 : 청라우회도로(보령시 청라면 의평리 ~ 소양리) 3.27km 구간 개통[4]
- 2004년 12월 1일 : 청양군 청양읍 장승리 ~ 대치면 탄정리 5.24km 구간 확장 개통, 기존 3.5km 구간 폐지[5]
- 2009년 8월 25일 : 2개 이상 시·군에 걸쳐 있는 도로로 대청로를 고시[6]
- 2018년 12월 31일 : 보령 ~ 청양간 도로 1공구(보령시 화산동 ~ 청라면 의평리 3.84km 구간과 보령시 청라면 소양리 ~ 청양군 화성면 장계리 3.06km 구간) 총 6.9km 구간 확장 개통[7]
- 2019년 8월 20일 : 보령 ~ 청양간 도로 1공구 확장 개통으로 인해 기존 보령시 청라면 향천리 총 1.0km 구간 폐지[8]
- 2019년 12월 30일 : 보령 ~ 청양간 도로 2공구(청양군 화성면 구재리 ~ 청양읍 장승리) 5.74km 구간 확장 개통 및 기존 청양군 화성면 매산리 ~ 청양읍 장승리 총 3.79km 구간 폐지[9]

## 주요 경유지
충청남도
- 보령시 (명천동 · 동대동 · 화산동 · 청라면) - 청양군 (화성면 · 청양읍 · 대치면)

## 노선
| 이름                    | 접속 노선                                          | 소재지                                              | 소재지                                                     | 비고                    |
| 대해로와 직결           | 대해로와 직결                                      | 대해로와 직결                                       | 대해로와 직결                                              | 대해로와 직결           |
| ----------------------- | -------------------------------------------------- | --------------------------------------------------- | ---------------------------------------------------------- | ----------------------- |
| 수청사거리              | 보령남로 중앙로                                    | 보령시                                              | 대천동                                                     | 국도 제36, 77호선 구간  |
| 주공사거리              | 주공로                                             | 보령시                                              | 대천동                                                     | 국도 제36, 77호선 구간  |
| 동대사거리              | 보령북로 한내로                                    | 보령시                                              | 대천동                                                     | 국도 제36, 77호선 구간  |
| 신설사거리              | 동현로 신평로                                      | 보령시                                              | 대천동                                                     | 국도 제36, 77호선 구간  |
| 원평 교차로             | 원평1길 지장골길                                   | 보령시                                              | 대천동                                                     | 국도 제36, 77호선 구간  |
| 두러뫼 교차로           | 동대로                                             | 보령시                                              | 대천동                                                     | 국도 제36, 77호선 구간  |
| 화산 교차로             | 국도 제21호선 국도 제40호선 국도 제77호선 (충서로) | 보령시                                              | 대천동                                                     | 국도 제36, 77호선 구간  |
| 화산사거리              | 옥마로                                             | 보령시                                              | 대천동                                                     | 국도 제36호선 구간      |
| 고인돌삼거리            | 대천로                                             | 보령시                                              | 대천동                                                     | 국도 제36호선 구간      |
| 굿고개 (화산고개)       |                                                    | 보령시                                              | 대천동                                                     | 국도 제36호선 구간      |
| 청라면                  |                                                    | 보령시                                              |                                                            | 국도 제36호선 구간      |
| 굿고개 교차로           |                                                    | 보령시                                              |                                                            | 국도 제36호선 구간      |
| 향천교                  |                                                    | 보령시                                              |                                                            | 국도 제36호선 구간      |
| 향천2 교차로            | 향천리길                                           | 보령시                                              |                                                            | 국도 제36호선 구간      |
| 분향교                  |                                                    | 보령시                                              |                                                            | 국도 제36호선 구간      |
| 향천 교차로             | 청성로                                             | 보령시                                              | 국도 제36호선 구간 보령 방향 진입 불가                     |                         |
| 평정 교차로             | 가느실길                                           | 보령시                                              | 국도 제36호선 구간                                         |                         |
| 의평1 교차로            | 냉풍욕장길                                         | 보령시                                              | 국도 제36호선 구간                                         |                         |
| 의평 교차로 (의평육교)  | 원모루길                                           | 보령시                                              | 국도 제36호선 구간 청양 방향 진입 불가 보령 방향 진출 불가 |                         |
| 대천천교                |                                                    | 보령시                                              | 국도 제36호선 구간                                         |                         |
| 청라 교차로             | 지방도 제609호선 (당안길)                          | 보령시                                              | 국도 제36호선 구간                                         |                         |
| 소양천교                |                                                    | 보령시                                              | 국도 제36호선 구간                                         |                         |
| 소양삼거리              | 원모루길                                           | 보령시                                              | 국도 제36호선 구간 청양 방향 진출 불가 보령 방향 진입 불가 |                         |
| 둔터 교차로             | 둔터길                                             | 보령시                                              | 국도 제36호선 구간                                         |                         |
| 스무재                  |                                                    | 보령시                                              | 국도 제36호선 구간                                         |                         |
|                         | 청양군                                             | 화성면                                              | 국도 제36호선 구간                                         |                         |
| 진골 교차로             | 청양군                                             | 화성면                                              | 국도 제36호선 구간                                         | 금계동길                |
| (사천)                  | 청양군                                             | 화성면                                              | 국도 제36호선 구간                                         | 사천골길                |
| 국원 교차로             | 청양군                                             | 화성면                                              | 국도 제36호선 구간                                         | 무한로                  |
| 화성1교 화성2교 화성3교 | 청양군                                             | 화성면                                              | 국도 제36호선 구간                                         |                         |
| 구재 교차로             | 청양군                                             | 화성면                                              | 국도 제36호선 구간                                         | 구숫골길                |
| 매산 교차로             | 청양군                                             | 화성면                                              | 국도 제36호선 구간                                         | 식물원길                |
| 매산교                  | 청양군                                             | 화성면                                              | 국도 제36호선 구간                                         |                         |
| 여주재 교차로           | 청양군                                             | 화성면                                              | 국도 제36호선 구간                                         | 국도 제36호선 (대청1로) |
| 여주재                  | 청양군                                             | 화성면                                              |                                                            |                         |
|                         | 청양군                                             | 청양읍                                              |                                                            |                         |
| 심곡 교차로             | 청양군                                             | 국도 제36호선 (대청1로) 신대동길                    | 국도 제36호선 구간                                         |                         |
| 장승 교차로             | 청양군                                             | 칠갑산로                                            | 국도 제36호선 구간 청양 방향 진입 불가 보령 방향 진출 불가 |                         |
| 송방1교                 | 청양군                                             |                                                     | 국도 제36호선 구간                                         |                         |
| 송방 교차로 (송방2교)   | 청양군                                             | 국도 제29호선 (충절1로) 구봉로                      | 국도 제29, 36호선 구간                                     |                         |
| 아촌교                  | 청양군                                             |                                                     | 국도 제29, 36호선 구간                                     |                         |
| 벽천 교차로 (지천교)    | 청양군                                             | 국도 제29호선 (충절로) 문화예술로                   | 국도 제29, 36호선 구간                                     |                         |
| 은천교                  | 청양군                                             |                                                     | 국도 제36호선 구간                                         |                         |
| 탄정 교차로             | 청양군                                             | 국가지원지방도 제70호선 지방도 제645호선 (칠갑산로) | 국도 제36호선 구간                                         | 대치면                  |
| 칠갑산1로와 직결        |                                                    |                                                     |                                                            |                         |

## 주요 건물 및 시설
- 대천3동주민센터 (충청남도 보령시 대청로 167)
- 어머니김 (충청남도 보령시 대청로 331)
- 청보초등학교 (충청남도 보령시 청라면 대청로 759)
- 청라중학교 (충청남도 보령시 청라면 대청로 804)